# جوزيف س. كليفتون
جوزيف س. كليفتون (بالإنجليزية: Joseph C. Clifton)‏ هو ضابط أمريكي، ولد في 31 أكتوبر 1905 في بادوكا في الولايات المتحدة، وتوفي في 24 ديسمبر 1967 في سانتا مونيكا في الولايات المتحدة.